# Vieux-Fort, Guadeloupe
Vieux-Fort là một xã thuộc tỉnh Guadeloupe vùng lãnh thổ hải ngoại Guadeloupe của Pháp ở biển Caribbean.